# Munizipalität Choni
Die Munizipalität Choni (georgisch ხონის მუნიციპალიტეტი, Chonis munizipaliteti)  ist eine Verwaltungseinheit (etwa entsprechend einem Landkreis) in der Region Imeretien im westlichen Zentralteil Georgiens.

## Geographie
Verwaltungszentrum der Munizipalität ist die namensgebende Kleinstadt Choni. Die 428,5 km² große Munizipalität grenzt im Osten an die Munizipalität Zqaltubo und im Süden an die Munizipalität Samtredia, beide ebenfalls in Imeretien. Im Westen bis Nordwesten wird sie von der Munizipalität Martwili und im Südwesten auf einem kurzen Abschnitt von der Munizipalität Abascha begrenzt, beide in der Region Mingrelien und Oberswanetien, sowie im Nordosten von der Munizipalität Zageri in der Region Ratscha-Letschchumi und Niederswanetien.
Die südliche Hälfte der Munizipalität liegt im nordöstlichen Randbereich der Kolchischen Tiefebene, dort auch als Imeretische Tiefebene bezeichnet, die von etwa 60 m über dem Meeresspiegel im Süden allmählich auf etwa 200 m im mittleren Teil des Gebietes ansteigt. Der Nordteil wird von bewaldetem Bergland eingenommen, das zu den westlichen Ausläufern des Ratscha-Gebirges im Nordosten beziehungsweise zur Südflanke des Aschi-Plateaus im Nordwesten ansteigt; die maximale Höhe des Territoriums der Munizipalität beträgt in beiden Bereichen etwa 1500 m. Zwischen den beiden Bergzügen erreicht der rechte Rioni-Nebenfluss Zcheniszqali das Gebiet, durchquert es im nördlichen Zentralteil und fließt dann entlang der westlichen Grenze zur Region Mingrelien nach Süden. Durch einen Teil des Gebietes im Osten sowie dann entlang der Grenze zur Munizipalität Zqaltubo fließt ein weiterer rechter Rioni-Nebenfluss, der Gubiszqali.

## Bevölkerung und Verwaltungsgliederung
Die Einwohnerzahl beträgt 21.100 (Stand: 2021). Bis 2014 war die Einwohnerzahl mit 23.570 gegenüber der vorangegangenen Volkszählung (31.749 Einwohner 2002) um gut ein Viertel gesunken, erheblich über dem Landesdurchschnitt. Damit setzte sich der Trend, der bereits in den 1980er-Jahren (maximal 37.968 Einwohner 1979) eingesetzt hatte, beschleunigt fort. In den 1970er-Jahren hatte die Einwohnerzahl nach zwischenzeitlichem Rückgang wieder den Stand von 1939 erreicht und übertroffen.
Bevölkerungsentwicklung
Anmerkung: Volkszählungsdaten

Die Bevölkerung ist fast monoethnisch georgisch (99,72 %); daneben gibt es eine geringe Zahl von hauptsächlich Russen und Ukrainer (Stand 2014).
Die größten Ortschaften neben der Kleinstadt Choni (8987 Einwohner) sind mit jeweils über 1000 Einwohnern die Dörfer Didi Kuchi, Iwandidi und Matchodschi (2014).
Die Munizipalität gliedert sich in den eigenständigen Hauptort Choni sowie elf Gemeinden (georgisch temi, თემი beziehungsweise bei nur einer Ortschaft einfach „Dorf“, georgisch sopeli, სოფელი) mit insgesamt 39 Ortschaften, davon zwei ohne ständige Einwohner:
| Gemeinde             | Anzahl Ortschaften | Einwohner (2014) |
| -------------------- | ------------------ | ---------------- |
| Dedalauri            | 4 1                | 1007             |
| Dsedsileti           | 5 1                | 435              |
| Gordi                | 5                  | 1004             |
| Gotschadschichaischi | 1                  | 756              |
| Gubi                 | 3                  | 1071             |
| Iwandidi             | 1                  | 1668             |
| Kintschcha           | 5                  | 254              |
| Kuchi                | 3                  | 2083             |
| Kutiri               | 3                  | 1740             |
| Matchodschi          | 4                  | 1762             |
| Nachachulewi         | 5                  | 2803             |

## Geschichte
Der südliche und zentrale Teil des Gebietes gehörte seit dem Zerfall des Königreiches Georgien im 15. Jahrhundert bis in das 19. Jahrhundert zum Königreich Imeretien, der nördliche Teil rechts des Zcheniszqali zum Fürstentum Mingrelien. Nach der Angliederung dieser Gebiete an das Russische Reich kam der imeretische Teil zum Ujesd Kutais, der mingrelische zum Ujesd Senaki, beide Bestandteil des Gouvernements Kutais.
Diese Verwaltungsgliederung bestand bis in die Anfangsjahre der Sowjetunion, als 1930 der eigenständige Rajon Choni aus Teilen der beiden früheren Ujesde gebildet wurde. 1936 erhielt die Stadt Choni den Namen Zulukidse nach dem dort geborenen Revolutionär Aleksandre Zulukidse (1876–1905); die Bezeichnung des Rajons wurde entsprechend angepasst (georgisch წულუკიძის რაიონი, Zulukidsis raioni; russisch Цулукидзевский район, Zulukidsewski rajon). 1989 wurde der historische Name von Stadt und Verwaltungseinheit wiederhergestellt. Nach der Unabhängigkeit Georgiens wurde der Rajon 1995 der neu entstandenen Region Imeretien zugeordnet und 2006 in eine Munizipalität umgebildet.

## Verkehr
Der Verwaltungssitz Choni ist der Kreuzungs- beziehungsweise Ausgangspunkt der wichtigsten Straßenverbindungen durch den südlichen Teil der Munizipalität: der Nationalstraße Sch12 (შ12) von Kutaissi nach Samtredia, der Sch5 (შ5) durch die westlich benachbarte Munizipalität Martwili und weiter nach Senaki, der Sch52 (შ52) in den östlich benachbarten Verwaltungssitz Zqaltubo, der in zunächst nördlicher Richtung verlaufenden Sch53 (შ53) nach Martwili und der Sch102 (შ102) zur südlich vorbeiführenden internationalen Fernstraße S1 (ს1) zwischen Samtredia und dem Flughafen (Kuraissi-)Kopitnari.
Im Nordosten erreicht die aus Kutaissi über Zqaltubo kommende Nationalstraße Sch15 (შ15) das Tal des Zcheniszqali, dem sie weiter aufwärts in die Region Ratscha-Letschchumi und Niederswanetien mit den Orten Zageri und Lentechi folgt. Direkte Straßenverbindung aus dem südlichen und Zentralteil in den Nordosten der Munizipalität durch die dort enge Schlucht des Zcheniszqali besteht nicht.
Die Munizipalität Choni besitzt keinen eigenen Bahnanschluss; die nächstgelegenen Bahnhöfe sind südlich Samtredia an der Strecke Poti – Tiflis (– Baku) und östlich Zqaltubo als Endpunkt einer Nebenstrecke von Brozeula über Kutaissi.